# Alois Brunner
Alois Brunner (8. dubna 1912, Nádkút, Burgenland – prosinec 2001 nebo rok 2010,? Damašek, Sýrie) byl rakouský nacistický válečný zločinec. Byl asistentem Adolfa Eichmanna, který jej označil za svého „nejlepšího muže“. Byl zodpovědný za deportace více než 130 tisíc Židů do koncentračních a vyhlazovacích táborů a podílel se na vyhlazení židovského obyvatelstva ve Vídni, Soluni, na Slovensku a ve Francii. V poslední zmíněné zemi byl od června 1943 do srpna 1944 velitelem internačního tábora v Drancy, odkud bylo deportováno na 24 tisíc Židů. V roce 1954 byl ve Francii v nepřítomnosti odsouzen k trestu smrti za zločiny proti lidskosti a Francie, společně s Českem, Polskem, Německem, Rakouskem a Řeckem, dodnes požaduje jeho vydání. V letech 1961 a 1980 přišel o oko a prsty levé ruky v důsledku dopisových bomb, které mu zaslala izraelská zpravodajská služba Mosad.
Brunner svých činů nikdy nelitoval; v roce 1985 v rozhovoru pro časopis Bunte uvedl: „Izrael mě nikdy nedostane.“ V jiném rozhovoru nedlouho nato reportér zmínil, že Brunner vyjádřil svou hrdost na to, „že se zbavoval těch špinavých darebáků“, a naopak rozmrzení ze skutečnosti, že „v Evropě dosud stále žijí Židé“. V roce 1987, v údajném telefonickém rozhovoru s americkým reportérem, měl pak prohlásit: „Židé si zasluhovali zemřít. Necítím žádné výčitky. Kdybych mohl, udělal bych to znovu.“
Dlouho nebylo známo, kde Brunner přebývá a zdali žije. V 60. letech se usadil v Sýrii a poslední informace o něm pochází z roku 1993. Předpokládá se, že žil v Sýrii, avšak v roce 2001 se objevily informace o jeho možném pobytu v Brazílii. V roce 2011 Spolková zpravodajská služba přiznala, že v 90. letech zničila Brunnerův spis. V roce 2014 vydalo Centrum Simona Wiesenthala prohlášení, ve kterém oznamuje, že podle „důvěryhodných zdrojů“ Alois Brunner zemřel roku 2010 v Sýrii.
V roce 2017 v rozhovoru pro francouzský časopis XXI uvedl jeden z Brunnerových strážců v Sýrii, kdy byl uzamčen v suterénu v Damašku na konci 90. let. Stráž uvedla, že Brunner „poslední léta hodně trpěl a naříkal a všichni ho slyšeli“. „Nemohl se ani umýt“ a musel jíst „vejce nebo brambory“. Také dodal, že Brunner zemřel v prosinci 2001 a byl pochován na hřbitově Al-Affif v Damašku.